# Zombrus baculiger
Zombrus baculiger är en stekelart som först beskrevs av Günther Enderlein 1912.  Zombrus baculiger ingår i släktet Zombrus och familjen bracksteklar. Inga underarter finns listade i Catalogue of Life.